# Juan Sasturain
Juan Sasturain est un écrivain, scénariste de bande dessinée et journaliste argentin né le 5 août 1945 à Adolfo Gonzales Chaves.

## Biographie
Après des débuts dans le football, il est passé de l'université au journalisme en collaborant avec Clarín et La Opinión. En 1981, il rencontre le dessinateur Alberto Breccia. Ils créent ensemble la bande-dessinée Perramus, une œuvre sombre et virtuose qui connaîtra une grande fortune critique dans différents pays.
Il dirige aussi la revue Fierro en 1984, sous-titrée Bandes dessinées pour les survivants. 
Depuis lors, Sasturain a publié de nombreux romans mais aussi deux livres de chroniques footballistiques en tant que directeur du supplément sportif de Página/12 où il écrit régulièrement sur le football.

## Œuvre

### Romans
- Manuel des perdants, (Manuel de Perdedores 1 & 2, 1985), Série noire n° 2333, 1993
- Du sable dans les godasses, (Arena en los Zapatos, 1989), Série noire n° 2404, 1995
- Le Sens de l’eau, (Los Sentidos del Agua, 1992), Série noire n° 2553, 1999
- Le Dernier Hammett, (El Ultimo Hammett, 2018), Gallimard, 2022  (ISBN 978-2-07-290467-7)